# Тайский бат
Бат (тайск. บาท), также Тайский бат — денежная единица Таиланда. Код в стандарте ISO 4217 — THB, цифровой — 764. Официальный символ — ฿. Делится на 100 сатангов (สตางค์).

## История
Понятие «бат» встречается уже в XIV веке. Это было местное наименование общей для нескольких государств Индокитая (Бирма, Сиам, Лаос, Камбоджа) единицы измерения — тикаля, служившего как денежной единицей, так и единицей измерения массы.
В 1350—1860 годах в Сиаме чеканились золотые и серебряные монеты, получившие название p’hot duang или khot duang. Это были крупные (весом до 1,215 кг) выпуклые слитки. Их достоинство измерялось в батах (тикалях) и других местных денежных единицах.
С 1861 года для Сиама на монетном дворе Бирмингема начали чеканить монеты европейского типа (плоские и круглые), которые получили название «рьен»: серебряные (4, 2, 1, 1⁄2 и т. д. тикаля); медные и цинковые (1⁄16, 1⁄32 и т. д. тикаля); золотые (8, 4 и 2+1⁄2 тикаля).
21 августа 1898 года власти Сиама объявили о переходе на десятичную систему денежного счёта, который завершился 25 ноября 1902 года: 1 бат (тикаль) был приравнен к 15,033 г серебра 900-й пробы и стал делиться на 100 сатангов (дословно «сотая часть»). При этом помимо местных монет всех выпусков в обращении находились также индийские монеты и монеты Ост-Индской компании (см. доллар Проливов).
Кроме монет, с 1853 в обращение выпускались также и банкноты, номинированные в тикалях и тамлунгах (1⁄4 тикаля). Банкноты последнего выпуска датированы 1918 годом.
С 15 апреля 1928 года национальная валюта Сиама (с 1939 года — Таиланд) стала официально именоваться батом (обмен на тикали прежних выпусков был произведён в соотношении 1:1). При этом если ранее бат являлся местным названием тикаля, то с 1928 года тикаль стал вторым названием национальной валюты Таиланда.
Цифры изображаются как в традиционном международном, так и в тайском написании:
| Традиционное международное начертание | 0 | 1 | 2 | 3 | 4 | 5 | 6 | 7 | 8 | 9 |
| ------------------------------------- | - | - | - | - | - | - | - | - | - | - |
| Местное начертание                    | ๐ | ๑ | ๒ | ๓ | ๔ | ๕ | ๖ | ๗ | ๘ | ๙ |

Для датировки используется буддийский календарь, где начало летоисчисления ведётся с года ухода Будды Гаутамы в нирвану и опережает григорианское летоисчисление на 543 года. Таким образом, 2025 год по григорианскому календарю соответствует 2568 году по буддийскому календарю.

## Монеты
Сейчас в обращении находятся монеты достоинством 25 и 50 сатангов, 1, 2, 5 и 10 батов. Монеты номиналом 1, 5 и 10 сатангов фактически в обращении не используются.
| Изображение | Изображение | Номинал     | Материал                                                   | Диаметр, мм | Толщина, мм | Масса, г | Дата первого выпуска |
| ----------- | ----------- | ----------- | ---------------------------------------------------------- | ----------- | ----------- | -------- | -------------------- |
|             |             | 1 сатанг    | 97,5 % алюминий, 2,5 % магний                              | 15          |             | 0,5      | 1987                 |
|             |             | 1 сатанг    | 99 % алюминий                                              | 15          |             | 0,5      | 2008                 |
|             |             | 5 сатангов  | 97,5 % алюминий, 2,5 % магний                              | 16          | 1,4         | 0,6      | 1987                 |
|             |             | 5 сатангов  | 99 % алюминий                                              | 16,5        | 1,35        | 0,6      | 2008                 |
|             |             | 10 сатангов | 97,5 % алюминий, 2,5 % магний                              | 17,5        |             | 0,8      | 1987                 |
|             |             | 10 сатангов | 99 % алюминий                                              | 17,5        |             |          | 2008                 |
|             |             | 25 сатангов | алюминиевая бронза                                         | 16          |             | 1,9      | 1987                 |
|             |             | 25 сатангов | сталь с медным гальванопокрытием                           | 16          |             |          | 2008                 |
|             |             | 50 сатангов | алюминиевая бронза                                         | 18          |             | 2,4      | 1987                 |
|             |             | 50 сатангов | сталь с медным гальванопокрытием                           | 18          |             |          | 2008                 |
|             |             | 1 бат       | медно-никелевый сплав                                      | 20          |             | 3,4      | 1986                 |
|             |             | 1 бат       | сталь с никелевым гальванопокрытием                        | 20          |             | 3        | 2008                 |
|             |             | 2 бата      | низкоуглеродистая сталь с никелевым гальванопокрытием      | 21,75       | 1,7         | 4,4      | 2005                 |
|             |             | 2 бата      | алюминиевая бронза                                         | 21,75       | 1,7         | 4        | 2008                 |
|             |             | 5 батов     | медь с медно-никелевой плакировкой                         | 24          |             | 7,5      | 1988                 |
|             |             | 5 батов     | медь с медно-никелевой плакировкой                         | 24          |             | 6        | 2008                 |
|             |             | 10 батов    | кольцо: медно-никелевый сплав; вставка: алюминиевая бронза | 26          | 2           | 8,5      | 1988                 |

## Банкноты
С 1902 года по 28 июля 2018 года было выпущено 17 серий тайских банкнот, не считая 19 серий памятных банкнот, выпущенных по случаю различных праздничных дат.
Современные банкноты 17-й серии имеют ярко выраженный национальный колорит, на них размещён портрет короля Махи Вачиралонгкорна. Он же продублирован в виде водяного знака. Номиналы купюр также продублированы арабскими цифрами. В настоящее время в ходу находятся банкноты 15, 16 и 17-й серий.

### Банкноты 15-й серии
| Изображение     | Изображение       | Номинал (батов) | Размеры (мм) | Основные цвета | Выпущена                      |
| Лицевая сторона | Оборотная сторона | Номинал (батов) | Размеры (мм) | Основные цвета | Выпущена                      |
| --------------- | ----------------- | --------------- | ------------ | -------------- | ----------------------------- |
|                 |                   | 20              | 138×72       | зелёный        | 3 марта 2003 года             |
|                 |                   | 50              | 144×72       | синий          | 18 августа 1997 года (Тип I)  |
|                 |                   | 50              | 144×72       | синий          | 1 октября 2004 года (Тип II)  |
|                 |                   | 100             | 150×72       | красный        | 25 ноября 2004 года (Тип I)   |
|                 |                   | 100             | 150×72       | красный        | 21 октября 2005 года (Тип II) |
|                 |                   | 500             | 156×72       | пурпурный      | 3 августа 2001 года           |
|                 |                   | 1000            | 162×72       | серый          | 1 ноября 1999 года (Тип I)    |
|                 |                   | 1000            | 162×72       | серый          | 25 ноября 2005 года (Тип II)  |

### Банкноты 16-й серии
| Изображение     | Изображение       | Номинал (батов) | Размеры (мм) | Основные цвета | Выпущена            |
| Лицевая сторона | Оборотная сторона | Номинал (батов) | Размеры (мм) | Основные цвета | Выпущена            |
| --------------- | ----------------- | --------------- | ------------ | -------------- | ------------------- |
|                 |                   | 20              | 138×72       | зелёный        |                     |
|                 |                   | 50              | 144×72       | синий          | 18 января 2012 года |
|                 |                   | 100             | 150×72       | розовый        |                     |
|                 |                   | 500             | 156×72       | фиолетовый     |                     |
|                 |                   | 1000            | 162×72       | коричневый     |                     |

### Банкноты 17-й серии
| Изображение     | Изображение       | Номинал (батов) | Размеры (мм) | Основные цвета | Выпущена           |
| Лицевая сторона | Оборотная сторона | Номинал (батов) | Размеры (мм) | Основные цвета | Выпущена           |
| --------------- | ----------------- | --------------- | ------------ | -------------- | ------------------ |
|                 |                   | 20              | 138×72       | зелёный        | 6 апреля 2018 года |
|                 |                   | 50              | 144×72       | синий          | 6 апреля 2018 года |
|                 |                   | 100             | 150×72       | розовый        | 6 апреля 2018 года |
|                 |                   | 500             | 156×72       | фиолетовый     | 28 июля 2018 года  |
|                 |                   | 1000            | 162×72       | коричневый     | 28 июля 2018 года  |

### Памятные банкноты
| Изображение     | Изображение       | Номинал (батов) | Размеры (мм) | Основные цвета     | Описание | Выпущена       |
| Лицевая сторона | Оборотная сторона | Номинал (батов) | Размеры (мм) | Основные цвета     | Описание | Выпущена       |
| --------------- | ----------------- | --------------- | ------------ | ------------------ | --- | -------------- |
|                 |                   | 50              | 144×72       | зелёный            | Лицевая сторона: Рама IX Повод: празднование 50-летия вступления на престол короля Рамы IX                                                                             | 3 декабря 1996 |
|                 |                   | 60              | 162×81       | золотой зелёный    | Лицевая сторона: Рама IX Повод: празднование 60-летия вступления на престол короля Рамы IX                                                                             | 9 июня 2006    |
|                 |                   | 100             | 164×105      | золотистый зелёный | Лицевая сторона: Короли Рама V и Рама IX Повод: столетие выпуска тайских банкнот                                                                                       | 2002           |
|                 |                   | 100             | 150×72       | красный            | Лицевая сторона: Рама IX Оборотная сторона: королевская чета в старости Повод: празднование 60-летия свадьбы короля Рамы IX и королевы Сирикит и 60-летия её коронации | 4 мая 2010     |
|                 |                   | 100             | 162×84       | золотистый         | Лицевая сторона: Рама IX Повод: празднование юбилея короля Рамы IX | 2 декабря 2011 |
|                 |                   | 500             |              |                    | Лицевая сторона: Рама IX |                |

## Режим валютного курса
В настоящее время в Таиланде используется режим плавающего валютного курса. Критерием эффективности курсовой политики (курсовой якорь) выступают показатели инфляции.